# Смиловичи
Сми́ловичи (бел. Смі́лавічы) — городской посёлок в Червенском районе Минской области Беларуси. Административный центр Смиловичского сельсовета. Расположен на реке Волме в 23 км на восток от Минска, в 30 км на запад от Червеня. Высота над уровнем моря: 156 метров.
Численность населения — 6 742 человек (на 1 января 2025 года).

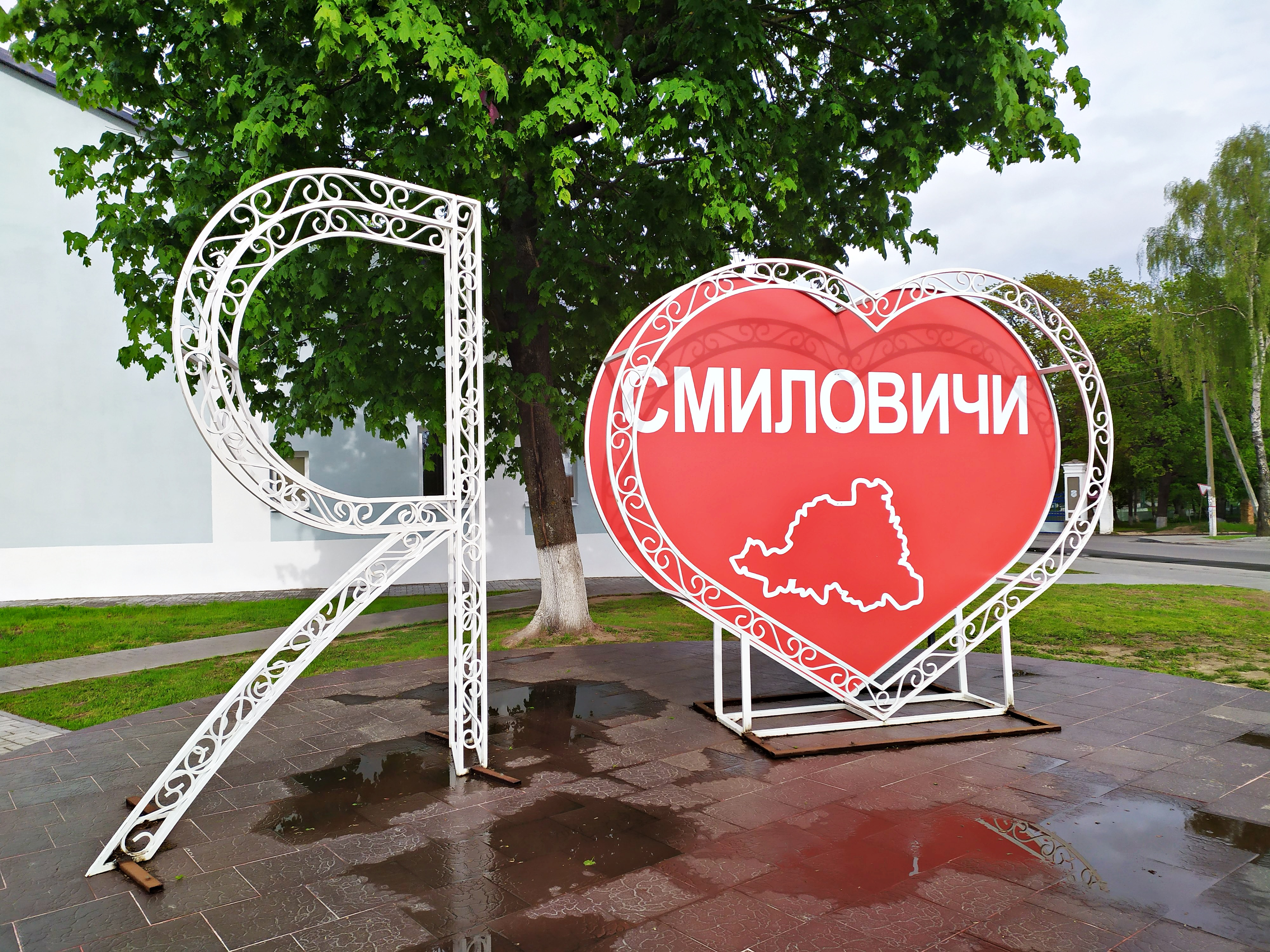
Сердце Смилович

## История
Первое упоминание Смиловичей датируется 1483 годом. В официальных письменных источниках Смиловичи известны с 1592 года как «местечко» — маленький городок в составе Минского воеводства Великого княжества Литовского.
В XV—XVI веках на окраине сегодняшних Смилович поселились татары, — появилась Татарская Слобода. По одной из версий, название Смиловичи происходит от татарского имени Смил («Аллах всё слышит»). В те времена селение временно называлось Бакшты (Бакштаны), поскольку в прежние времена оно принадлежало роду Бакштанских. Далее Смиловичи принадлежали Кезгайлам (с 1447 по 1554 год). Затем ими владели Сапеги, Завиши, Огинские, Монюшко (с 1791 года) и Ваньковичи.
Марциан Огинский (1632—1690) в XVII веке вернул Смиловичам их изначальное название, построил в Смиловичах замок, окружив его валами и бастионами, и возвёл в 1668 году православную Свято-Троицкую церковь. В 1669 году Марциан Огинский принял католическое вероисповедание. В 1710 году во время Северной войны — 2 полка Великого княжества Литовского были расквартированы в Смиловичской усадьбе, тем самым причинив ей немалый вред и урон.
В 1767 году в Смиловичах основан римско-католический монастырь и костёл св. Винсента (с 1791 года). Монастырь и костёл строились на сбережения овдовевшей в 1738 году помещицы Марцибилианы Огинской (по мужу Завиша). Значительные средства для этого монастыря были выделены гетманом Литовским Михаилом Казимиром Огинским. Монастырь и костёл были построены в стиле позднего барокко. В монастыре имелась большая коллекция белорусских икон, включая знаменитую икону Святого Винсента, работы Семёна Чеховича. При монастыре до 1831 года действовала миссионерская школа. В крипте костёла велись захоронения Огинских, позже — Манюшек. Монастырь был снесён в 1930-х. Вид монастыря и костёла остался запечатлённым лишь на рисунке художника Наполеона Орды второй половины XIX века (1864—1876).
С 1791 года — Смиловичи перешли в собственность Манюшко.
С 1793 года — в результате второго раздела Речи Посполитой, — Смиловичи вошли в состав Российской империи.
Монастырь был расформирован императорским указом в 1832 году, и в 1867 году перестроен и освящён в православную приходскую Свято-Троицкую церковь. Само сооружение просуществовало вплоть до середины 1920-х годов.
О численности населения Смилович в конце XVIII века ясно свидетельствуют материалы переписи (ревизии) населения Червенщины, проведённой российскими властями в 1795 году, с уточнениями на 1800 год. В то время в составе Смилович, только перешедших во владение Станислава Манюшко, насчитывалось 85 дворов (43 христианских, 31 еврейских и 13 татарских), — 564 жителя (257 мужчин и 307 женщин). Местечко имело две водяные мельницы (млына), одна из которых использовалась в качестве лесопилки. В период 1795—1800 годов в Смиловичах действовали 2 православные церкви — во имя св. Георгия Победоносца и Успения Пресвятой Богородицы. К Смиловичам относились 22 окрестных населённых пункта. Наиболее значимыми были: Турец (62 двора), Журавковичи (37), Волевачи (22), Заполье (21), Старина (16).

В архиве Государственного исторического музея Белоруссии хранятся материалы о древних церквях Смилович. Записи свидетельствуют, что Свято-Георгиевская церковь была построена здесь ещё в середине XVI века. В 1865 году на государственные деньги на месте уже обветшавшей к тому времени деревянной Свято-Георгиевской церкви была построена новая кирпичная церковь с куполом. Служил в церкви священник Евстафий Барташевский. В ней также хранились ценные документы, два печатных Евангелия — издания 1644 и 1842 года, другая духовная литература, велись и хранились метрические книги рождения и смерти (с 1806 года). Церковь была взорвана в 1937 году.
В 1863 году в Смиловичах открыто земское народное училище, в котором — по данным 1897 года — обучалось 137 детей. В училище было две смены — мужская и женская (мальчики и девочки обучались раздельно). На начало 1880-х годов в Смиловичах действовало волостное правление, 3 православных церкви, мусульманская мечеть, костёл, 3 еврейские молитвенные дома, 2 водяные мельницы, винокурный и пивоваренные заводы, суконная фабрика, 30 лавок.
По переписи 1897 года, Смиловичи — центр волости Игуменского уезда. Население Смилович составляло уже 3498 человек, насчитывалось 498 дворов. Городок имел волостную управу, 2 православные церкви (деревянную и кирпичную), 2 церковно-приходские школы, костёл, часовня, мечеть, 5 еврейских молитвенных домов, 2 земских народных училища (женское и мужское), почтовую станцию (с 1797 года), суконную фабрику, несколько кожевен, 2 мельницы, 58 мелких лавок, 9 питейных заведений, 2 гостиницы, хлебозапасный магазин, по воскресным и праздничным дням в нём проводились ярмарки, располагалась рыночная площадь, небольшие винодельческие и пивоваренные производства, несколько розничных магазинов. Большую часть населения в начале XX столетия составляли евреи; издавна тут бытовали такие промыслы и ремёсла, как бочарные, кузнечные, мельничные, пчеловодческие, гончарные, швейные, кожевенные, ткацкие. Население занималось земледелием, животноводством, огородничеством, торговлей.
Во время революции 1905—1907 годов в Смиловичском районе произошёл ряд выступлений сельских жителей, которые проявились в самовольных вырубках лесов и захвате помещичьих сенокосов, погроме усадеб.
В 1924—1931 и 1935—1938 годах — Смиловичи административный центр Смиловичского района.
1 ноября 1931 года по решению Совета народных комиссаров СССР в местечке Смиловичи был открыт сельскохозяйственный техникум (в настоящее время — колледж) с планом набора 60 человек на два с половиной года обучения.
С июня 1941 по июль 1944 года — Смиловичи были оккупированы немецкими захватчиками, которые уничтожили здесь более чем 2000 жителей. Во время Великой Отечественной войны в Смиловичах и окрестностях действовали партизаны. Гитлеровцы вошли в Смиловичи со стороны Дукоры 29 июня 1941 года. Мотоциклы, а за ними бронетранспортёры въехали на площадь Дзержинского, где располагался памятник Ленину. Памятник был взорван, а на его месте была сооружена виселица. Тем самым начались тяжёлые дни оккупации. Евреи Смилович были согнаны в гетто и 14 октября 1941 года убиты.
3 июля 1944 года в 5 часов утра в Смиловичи вошли моторизованные части войск 68-го стрелкового полка 1-й гвардейской мотострелковой бригады и другие подразделения 1-го гвардейского танкового корпуса.
В 1938—1960 годах Смиловичи находились в составе Руденского района. С 1960 года по настоящее время Смиловичи входят в состав Червенского района.
Указом Президиума Верховного Совета БССР от 2 ноября 1963 года Смиловичи отнесены к категории городских посёлков.

## Демография
Численность населения — 6 742 человек (на 1 января 2025 года). Численность населения — 6 325 человек (на 1 января 2023 года).
| Численность населения:                                                                          |
| Графики недоступны из-за технических проблем. См. информацию на Фабрикаторе и на mediawiki.org. |

| 1970 | 1979   | 1989   | 2006   | 2018   | 2023  | 2024 | 2025   |
| ---- | ------ | ------ | ------ | ------ | ----- | ---- | ------ |
| 4716 | ▲ 5042 | ▼ 4909 | ▼ 4769 | ▲ 5496 | ▲6325 |      | ▲6 742 |

### Национальный состав
| Национальный состав по переписи 2009 года | Национальный состав по переписи 2009 года | Национальный состав по переписи 2009 года |
| ----------------------------------------- | ----------------------------------------- | ----------------------------------------- |
| Белорусы                                  | 4229                                      | 90,87 %                                   |
| Русские                                   | 234                                       | 5,03 %                                    |
| Татары                                    | 100                                       | 2,15 %                                    |
| Украинцы                                  | 42                                        | 0,9 %                                     |
| Поляки                                    | 26                                        | 0,56 %                                    |
| Армяне                                    | 9                                         | 0,19 %                                    |

## Транспорт
Посёлок расположен на автодороге М4 (Минск — Могилёв).
Ближайшая железнодорожная станция Руденск расположена в 21 км от посёлка.

## Организации
Работают валяльно-войлочная фабрика, механические мастерские. Действуют два дошкольных учреждения, две общеобразовательные школы, музыкальная школа, аграрный колледж, сельскохозяйственный лицей, Дом культуры, больница, аптека, отделение связи, а также Центр творчества детей и молодёжи, где расположен музей Хаима Сутина.

### Промышленность
ОАО «Смиловичская валяльно-войлочная фабрика» производит валенки, одеяла, подушки. СП ООО «Смиловичский кожевенный завод» в 2018 году признано банкротом и потом продано турецкой фирме производства лекарственных препаратов.

### Учебные заведения
- Смиловичский государственный аграрный колледж (СГАК)
- ГУО «Смиловичский сельскохозяйственный профессиональный лицей» (два учебных и производственный корпуса, два общежития, два спортивных зала, музей, стадион и спортивный городок)[14]
- Две общеобразовательные и музыкальная школы
- Учреждение дополнительного образования «Центр творчества детей и молодёжи имени Хаима Сутина г. п. Смиловичи».

## Культура
- Дом культуры
- Музей «Пространство Хаима Сутина» в Центре творчества детей и молодёжи (открыт в 2008 г.)
- Раздел экспозиции «Композитор Станислав Монюшко – деятель белорусской музыкальной культуры» Государственного учреждения «Червенский районный краеведческий музей»[15]
  - «Музыкальная гостиная Станислава Монюшко»

## События и мероприятия

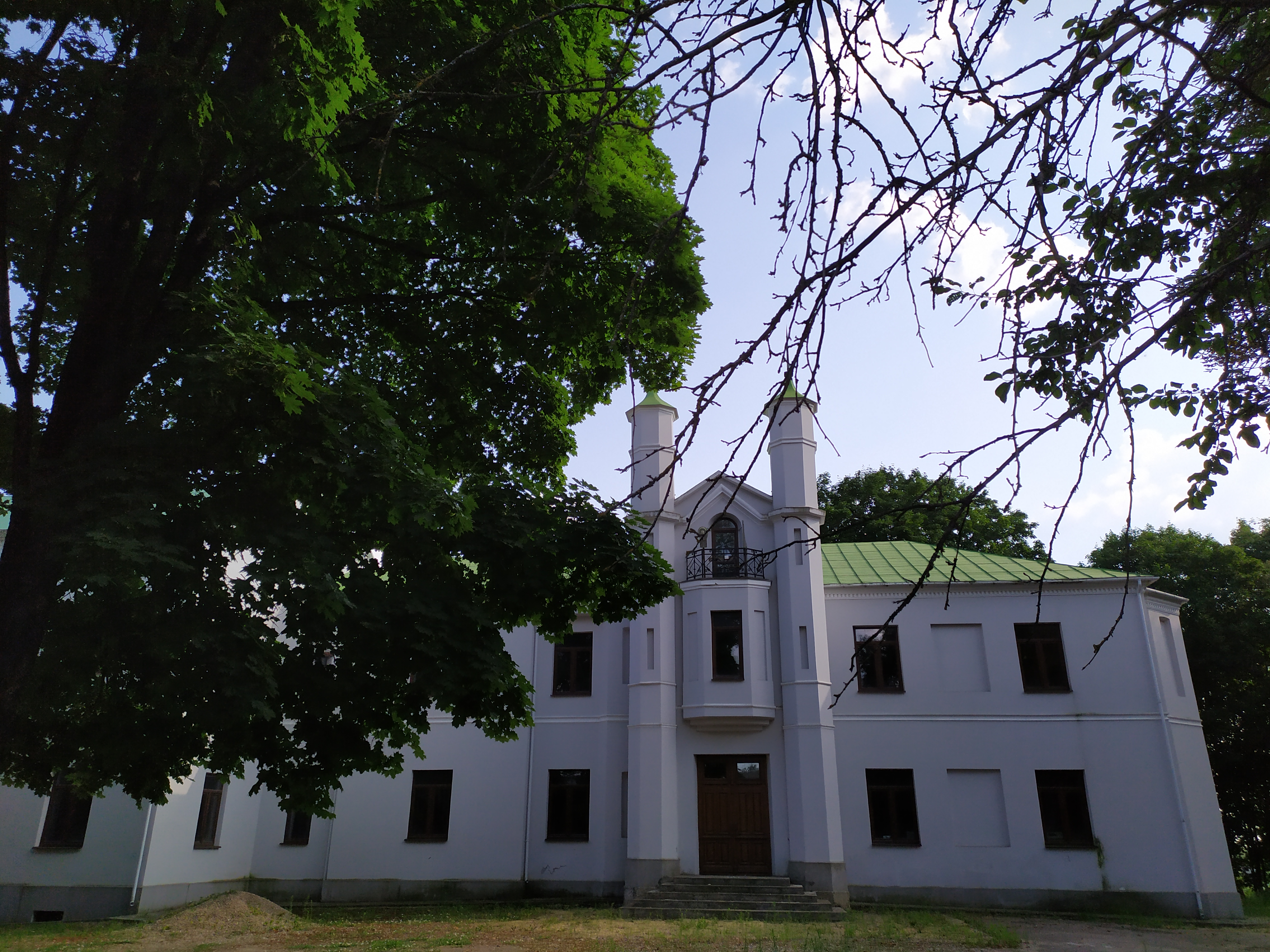
Смиловичский дворцово-парковый комплекс

- 19-20 августа 2023 года первый межрегиональный фестиваль "Сваякі"[16][17]. В Смиловичах и Шестиснопах.

## Достопримечательности

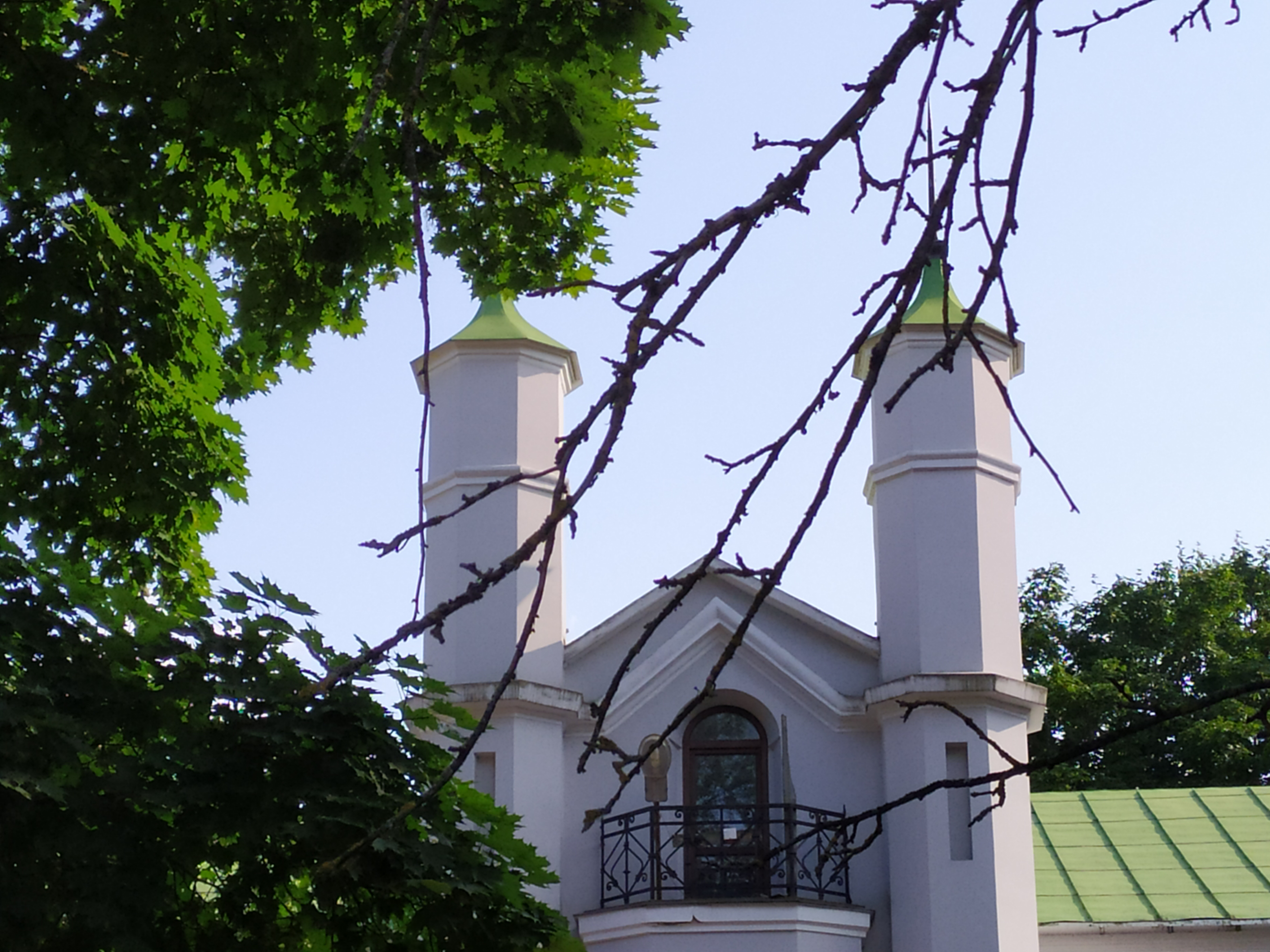
Смиловичский дворцово-парковый комплекс

- Смиловичский дворцово-парковый комплексСмиловичский дворцово-парковый комплекс Монюшко XIX — начала XX вв.[18]
- С 1992 года начала действовать Свято-Георгиевская церковь
- В 1996 году открыта мечеть
- Старое еврейское кладбище
- Татарское кладбище
- Черные сосны, ботанический памятник природы

### Памятник, скульптура
- Памятник на братской могиле советских воинов
- Памятник 2000 евреям Смиловичей, расстрелянных 14 октября 1941 года во время немецкой оккупации[19]

### Утраченное наследие
- Костёл Святого Винсента и монастырь миссионеров (1747-1791)
- Синагога (XIX в.)
- Церковь Пречистой Богородицы (XVII в.)